# Brachydiplax
Brachydiplax es un género de odonatos anisópteros de la familia Libellulidae. Son libélulas de tamaño pequeño a mediano que habitan en la India, China, Sudeste Asiático, Nueva Guinea y Australia.
A menudo son libélulas comunes. Los machos de muchas especies suelen azulados, mientras que las hembras tienen tonos de marrón, a veces con manchas en el abdomen (por ejemplo, B. chalybea flavovittata).
Como casi todas libélulas, suelen posarse en palos, cañas o piedras cerca del agua, volando para capturar insectos y luego regresar a su percha.

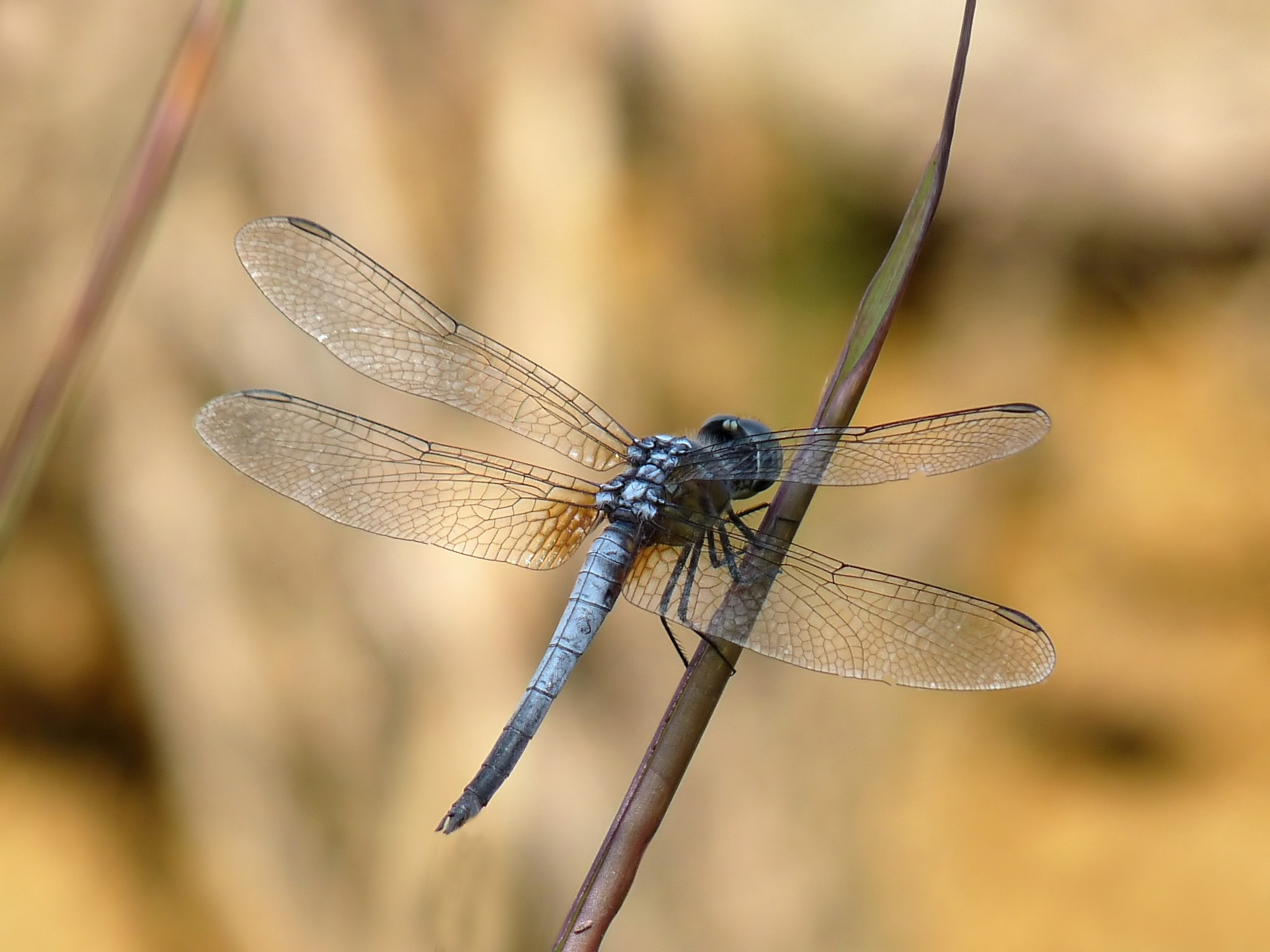
Brachydiplax chalybea
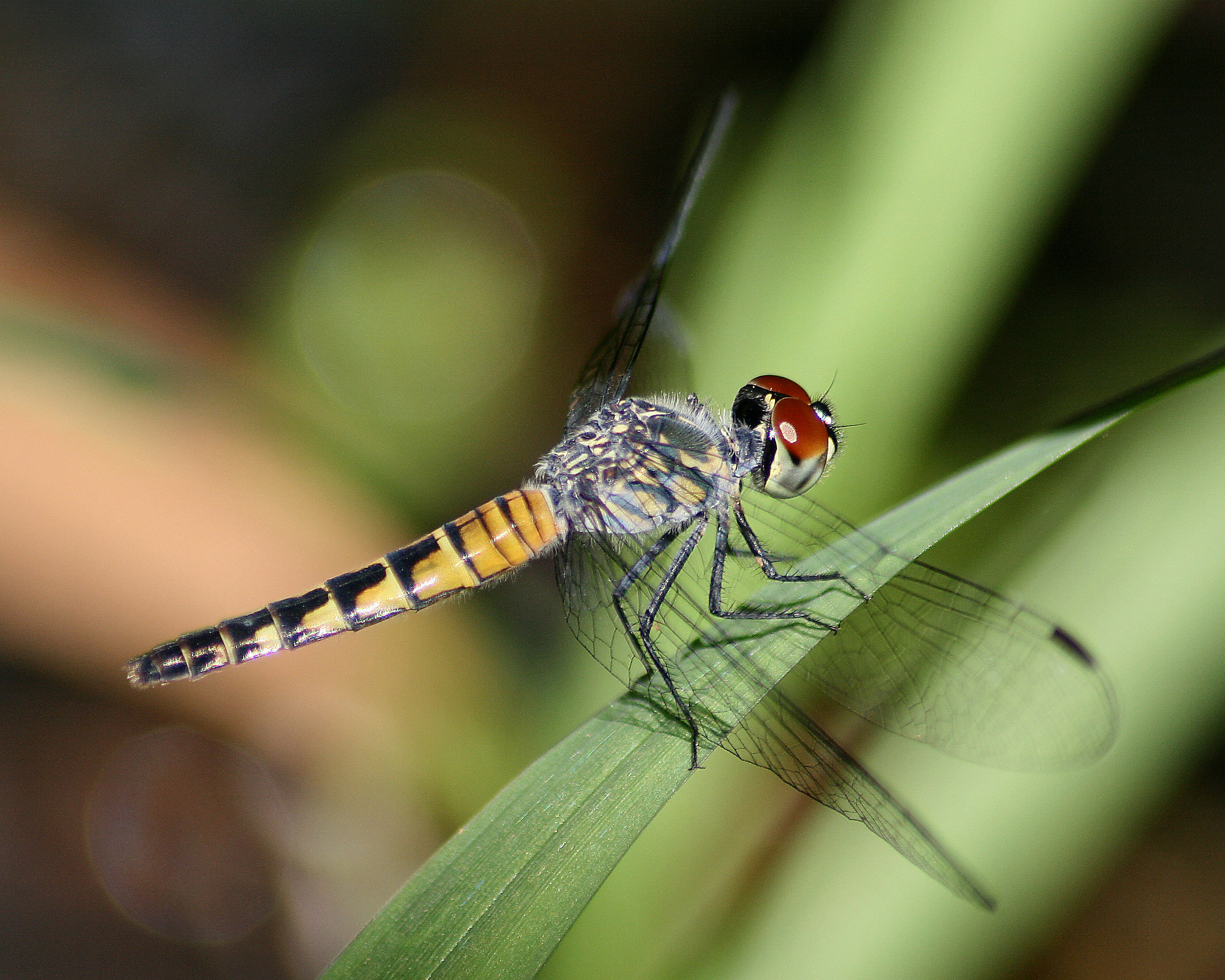
Hembra de Brachydiplax denticauda
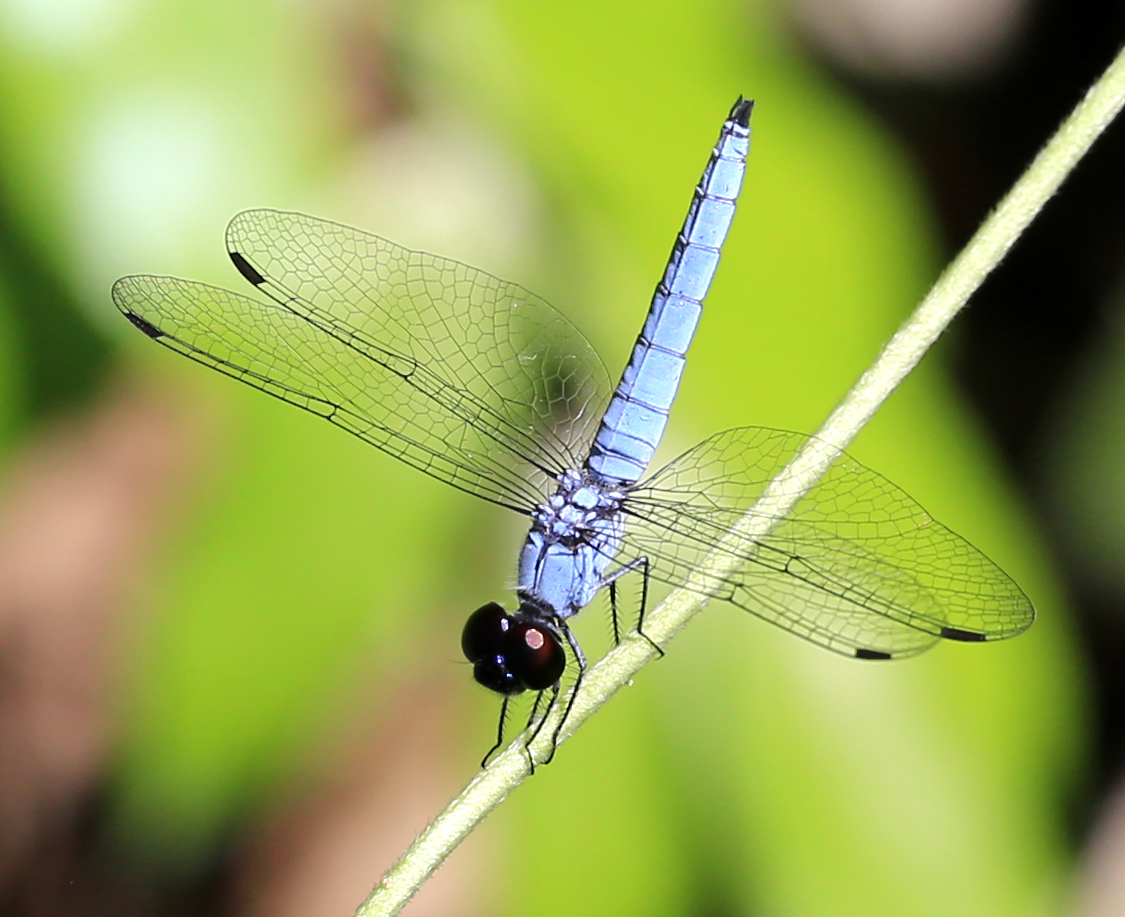
Brachydiplax duivenbodei
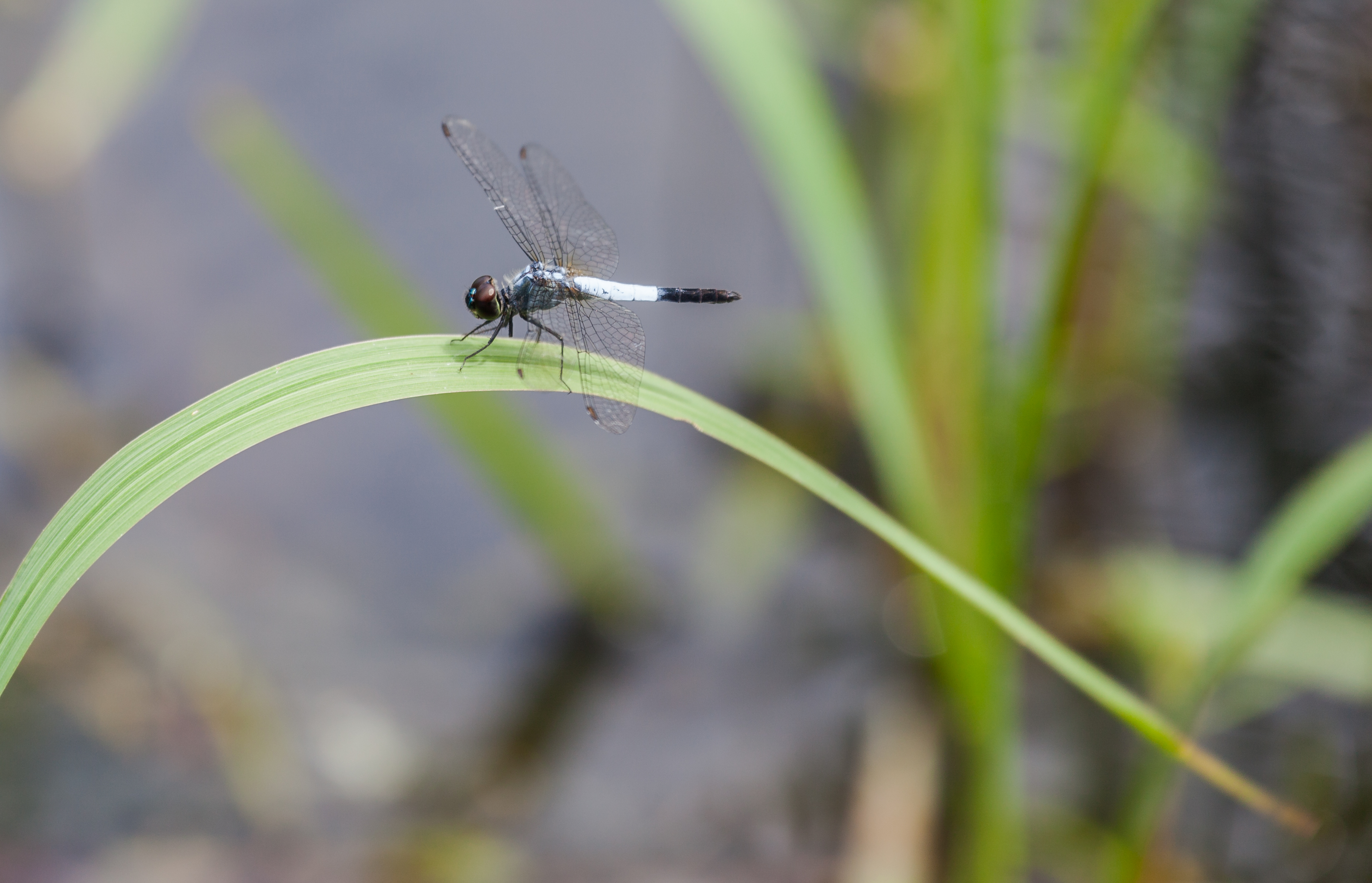
Brachydiplax sobrina

## Especies
El género Brachydiplax incluye siete especies:
- Brachydiplax chalybea Brauer, 1868
- Brachydiplax denticauda (Brauer, 1867)
- Brachydiplax duivenbodei (Brauer, 1866)
- Brachydiplax farinosa Krüger, 1902
- Brachydiplax sobrina (Rambur, 1842)
- Brachydiplax sollaarti Lieftinck, 1953
- Brachydiplax yunnanensis Fraser, 1924